# Aeroportul Minden-Tahoe
Aeroportul Minden-Tahoe (IATA: MEV, ICAO: KMEV, FAA LID: MEV) este un aeroport din Nevada, Statele Unite ale Americii ce deservește zona Minden⁠(d). Aeroportul a fost tranzitat în 2019 de 66 de pasageri. A fost numit după zona deservită.
Situat la o altitudine de 1.439 m, aeroportul dispune de 2 piste.

## Infrastructură

### Piste
Aeroportul dispune de 2 piste. Pista 12/30 are suprafața de asfalt și dimensiunile 5.299 picioare × 75 picioare. Pista 16/34 are suprafața de asfalt și dimensiunile 7.399 picioare × 100 picioare. 